# Hardoi
Hardoi es un ciudad y municipio situado en el distrito de Hardoi en el estado de Uttar Pradesh (India). Su población es de 126 861 habitantes (2011). El área metropolitana cuenta con 197 029 habitantes (2011). Se encuentra a 110 km de Lucknow.

## Clima
| Parámetros climáticos promedio de Hardoi (1981–2010, extremes 1950–2012) | Parámetros climáticos promedio de Hardoi (1981–2010, extremes 1950–2012) | Parámetros climáticos promedio de Hardoi (1981–2010, extremes 1950–2012) | Parámetros climáticos promedio de Hardoi (1981–2010, extremes 1950–2012) | Parámetros climáticos promedio de Hardoi (1981–2010, extremes 1950–2012) | Parámetros climáticos promedio de Hardoi (1981–2010, extremes 1950–2012) | Parámetros climáticos promedio de Hardoi (1981–2010, extremes 1950–2012) | Parámetros climáticos promedio de Hardoi (1981–2010, extremes 1950–2012) | Parámetros climáticos promedio de Hardoi (1981–2010, extremes 1950–2012) | Parámetros climáticos promedio de Hardoi (1981–2010, extremes 1950–2012) | Parámetros climáticos promedio de Hardoi (1981–2010, extremes 1950–2012) | Parámetros climáticos promedio de Hardoi (1981–2010, extremes 1950–2012) | Parámetros climáticos promedio de Hardoi (1981–2010, extremes 1950–2012) | Parámetros climáticos promedio de Hardoi (1981–2010, extremes 1950–2012) |
| Mes                                                                      | Ene.                                                                     | Feb.                                                                     | Mar.                                                                     | Abr.                                                                     | May.                                                                     | Jun.                                                                     | Jul.                                                                     | Ago.                                                                     | Sep.                                                                     | Oct.                                                                     | Nov.                                                                     | Dic.                                                                     | Anual                                                                    |
| ------------------------------------------------------------------------ | ------------------------------------------------------------------------ | ------------------------------------------------------------------------ | ------------------------------------------------------------------------ | ------------------------------------------------------------------------ | ------------------------------------------------------------------------ | ------------------------------------------------------------------------ | ------------------------------------------------------------------------ | ------------------------------------------------------------------------ | ------------------------------------------------------------------------ | ------------------------------------------------------------------------ | ------------------------------------------------------------------------ | ------------------------------------------------------------------------ | ------------------------------------------------------------------------ |
| Temp. máx. abs. (°C)                                                     | 28.9                                                                     | 34.0                                                                     | 40.6                                                                     | 44.4                                                                     | 47.0                                                                     | 48.3                                                                     | 42.5                                                                     | 39.6                                                                     | 39.5                                                                     | 38.2                                                                     | 34.5                                                                     | 31.8                                                                     | 48.3                                                                     |
| Temp. máx. media (°C)                                                    | 20.3                                                                     | 24.2                                                                     | 30.3                                                                     | 36.9                                                                     | 38.8                                                                     | 37.9                                                                     | 33.5                                                                     | 32.6                                                                     | 32.2                                                                     | 31.8                                                                     | 28.1                                                                     | 23.2                                                                     | 30.8                                                                     |
| Temp. mín. media (°C)                                                    | 8.9                                                                      | 11.7                                                                     | 15.9                                                                     | 21.7                                                                     | 25.6                                                                     | 27.4                                                                     | 26.6                                                                     | 26.2                                                                     | 24.9                                                                     | 20.5                                                                     | 14.7                                                                     | 10.3                                                                     | 19.5                                                                     |
| Temp. mín. abs. (°C)                                                     | 0.7                                                                      | 2.2                                                                      | 6.3                                                                      | 12.0                                                                     | 14.8                                                                     | 18.5                                                                     | 14.0                                                                     | 16.0                                                                     | 19.0                                                                     | 11.1                                                                     | 6.1                                                                      | 1.7                                                                      | 0.7                                                                      |
| Lluvias (mm)                                                             | 17.1                                                                     | 17.4                                                                     | 9.4                                                                      | 6.1                                                                      | 24.7                                                                     | 89.6                                                                     | 231.6                                                                    | 216.1                                                                    | 196.2                                                                    | 40.9                                                                     | 1.7                                                                      | 10.1                                                                     | 861.0                                                                    |
| Días de lluvias (≥ 1 mm)                                                 | 1.3                                                                      | 1.3                                                                      | 0.9                                                                      | 0.8                                                                      | 2.0                                                                      | 4.4                                                                      | 10.0                                                                     | 10.3                                                                     | 7.6                                                                      | 1.4                                                                      | 0.4                                                                      | 0.8                                                                      | 41.3                                                                     |
| Humedad relativa (%)                                                     | 65                                                                       | 55                                                                       | 44                                                                       | 32                                                                       | 36                                                                       | 47                                                                       | 72                                                                       | 75                                                                       | 73                                                                       | 61                                                                       | 59                                                                       | 64                                                                       | 57                                                                       |
| Fuente: India Meteorological Department                                  |                                                                          |                                                                          |                                                                          |                                                                          |                                                                          |                                                                          |                                                                          |                                                                          |                                                                          |                                                                          |                                                                          |                                                                          |                                                                          |

## Demografía
A comienzos del siglo XX, en 1901, tenía contabilizada una población de 12 174 habitantes.
Según el censo de 2011 la población de Hardoi era de 126 861 habitantes, de los cuales 66 352 eran hombres y 60 499 eran mujeres. Hardoi tiene una tasa media de alfabetización del 85,43%, superior a la media estatal del 67,68%: la alfabetización masculina es del 89,52%, y la alfabetización femenina del 80,97%.